# PQ (PR) интервал
PQ (PR) нтервал у медицинској терминологији означава сегмент електрокардиограма од почетка Р таласа до почетка QRS комплекса. PR интервал се мери од почетка P таласа до почетка QRS комплекса. Неки аутори преферирају термин „PQ интервал“, јер је то период који се стварно мери уколико Q талас не постоји.
PR интервал обухвата време потребно за ширење импулса који крећу кроз АВ чвор, Хисовог сноп, снопова грана и систем Пуркињеових влакана до миокарда комора када почиње њихова деполаризација.  PQ не укључује трајање проводљивости од SA чвора до десне преткоморе (SA проводљивост).
Његово трајање и морфологија записа одговарају таласу побуде који пролази кроз преткоморски мишић, атриовентрикуларни чвор, Хисов сноп са његовим гранама и Пуркињеовим влакнима.
Интервал се завршава када започне деполаризација мишића преткомора (тачније септалног мишића), што у ЕКГ запису одговара Q зупцу који је у саставу QRS комплекса.
У нормалним условима, трајање PQ интервала се креће од 0,12 с до 0,20 с (код одраслих са нормалним пулсом ), и зависи од старости прегледане особе и броја откуцаја срца. Код младих људи са брзим пулсом, трајање  PQ интервала је смањено.
Трајање PQ интервала се мери одређивањем растојања између почетка најранијег P таласа и почетка најранијег  QRS комплекса. Понекад очитавање може бити нетачно (такозвано привидно скраћивање PQ интервала ) због малог потенцијала преткоморске побуде, што резултује недостатком скретања изоелектричне линије у облику Р таласа.
PQ интервал, односно време потребно да надражај пређе из преткомора у коморе, обично је краће од QR интервала (време ретроградног вођења из комора у преткоморе), који обично не прелази 0,28 сек.

## Основне информације
Електрокардиографија (ЕКГ) представља снимање процеса деполаризације и реполаризације миокарда. Снимање се врши на стандардној траци са одштампаном квадратном мрежом. Трака се креће увек брзином од 25 cm/минут, а осетљивост већине ЕКГ апарата је тако подешена да је мали квадратић дугачак 0.04 секунде, а висок 0,1 mV. Велики квадрат је (пошто обухвата 5 x 5 малих квадратића) дуг 0,2 секунде, а висок 0,5 mV.
У нормалном срцу деполаризација почиње у SA-чвору, шири се преко преткомора до AV-чвора (то се у ЕКГ-у види као P талас), затим преко Хисовог снопа и његових грана до свих ћелија комора (то се у ЕКГ- у види као QRS комплекс).
Када се заврши деполаризација, после извесног периода (види се као ST сегмент у ЕКГ-у) долази до реполаризације обрнутим путем (у ЕКГ-у се види као Т-талас).
ЕКГ се снима са 12 места које називамо "одводи". Првих шест су биполарни одводи, или увек две електроде које постављамо негде на екстремитете.

## Скраћивање PQ интервала
Скраћивање PQ интервала можеда се јави код:
- стандардне варијанте аритмија из атриовентрикуларног чвора,
- ритма из атриовентрикуларног споја,
- сабраних вентрикуларних откуцаја,
- атриовентрикуларне дистракције,
- Кратак PQ интервал са делта таласом (означен стрелицом) код синдрома преексцитацијесиндрома преексцитације (Волф-Паркинсон-Вајт синдром), који карактерише кратак PQ интервал (<120мс), широк QRS комплекси нејасан скок до QRS комплекса, делта таласа.

Време 0,12–0,20 с је физиолошко време потребно да ексцитациони талас путује из преткомора у коморе. Скраћивање овог времена, које се у ЕКГ запису манифестује у скраћивању PQ интервала, може бити повезано са присуством центра надражаја смештеног у доњим деловима система за спровођење стимулуса срца (у атриовентрикуларном споју) - што резултује таласом деполаризације који истовремено иде до преткомора, па доле у коморе. Проводно време таквог надражаја је сходно томе и краће. 
Други разлог за скраћивање PQ интервала је присуство додатног пута, обично са бржим спроводним временом, као што је случај код Волф-Паркинсон-Вајт синдром.

## Проширење PQ интервала
Проширење PQ интервала израз је споријег спровођења у атриовентрикуларном чвору, што у ЕКГ запису даје слику атриовентрикуларног блока првог степена. 
Карактерише се продужењем PQ интервала изнад 0,20 сек у свим срчаним циклусима (при чему сваки P талас мора да прати QRS комплекс). Атриовентрикуларни блок првог степена може бити узрокован следећим условима:
- исхемијска болест срца,[11]
- хиперкалијемија,[12]
- акутни реуматски миокардитис,
- Лајмска болест,[13]
- лековима изазван АВ блок (аденозин, амиодарон, дигоксин, кинидин, бета-блокатори, блокатори калцијумових канала),
- повећана напетост парасимпатичког система,
- дисфункције срчаног система за спровођење стимулуса.

## Променљиви PQ интервал
Променљиви интервал се може јавити код:
- Атриовентрикуларног блок другог степена - PQ интервал се постепено продужава са сваком контракцијом срца, све док P талас не прати каснији QRS комплекс.[15]
- Атриовентрикуларна блок трећег степена.[16]
- Интерференција атриовентрикуларне дистракције.
- Променљиве проводне путање у атриовентрикуларном чвору.[17]
- Након употребе неких лекова, што је у клиничким испитивањима утврђено нпр. код пацијената лечених церитинибом, што може довести до повећаног ризика од вентрикуларних тахиаритмија (нпр Torsades de pointes) или изненадна смрт.[18]